# 小行星8739
小行星8739（英語：8739 Morihisa）是一颗围绕太阳公转的小行星。1997年1月30日，小林隆男在大泉天文台发现了此天体。
这颗小行星的绝对星等为266.1927949372075等。